# Alberto Vargas
Joaquin Alberto Vargas y Chávez (ur. 9 lutego 1896 w Arequipa, zm. 30 grudnia 1982 w Los Angeles) – amerykański malarz pochodzący z Peru, jeden z współtwórców wizerunków pin-up.